# Průkaz totožnosti

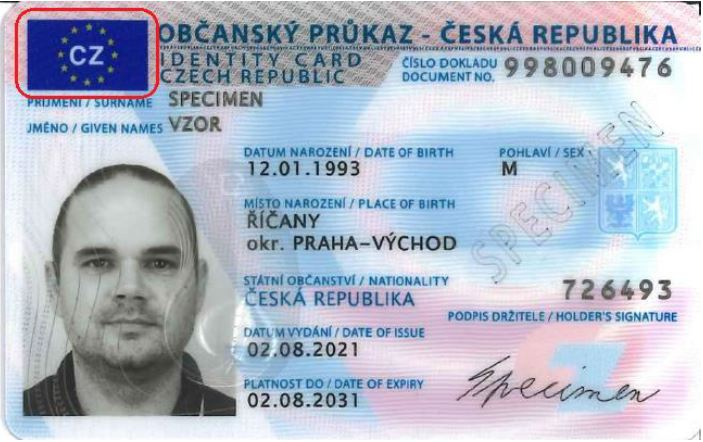
Evropská/česká identifikační karta (občanský průkaz)

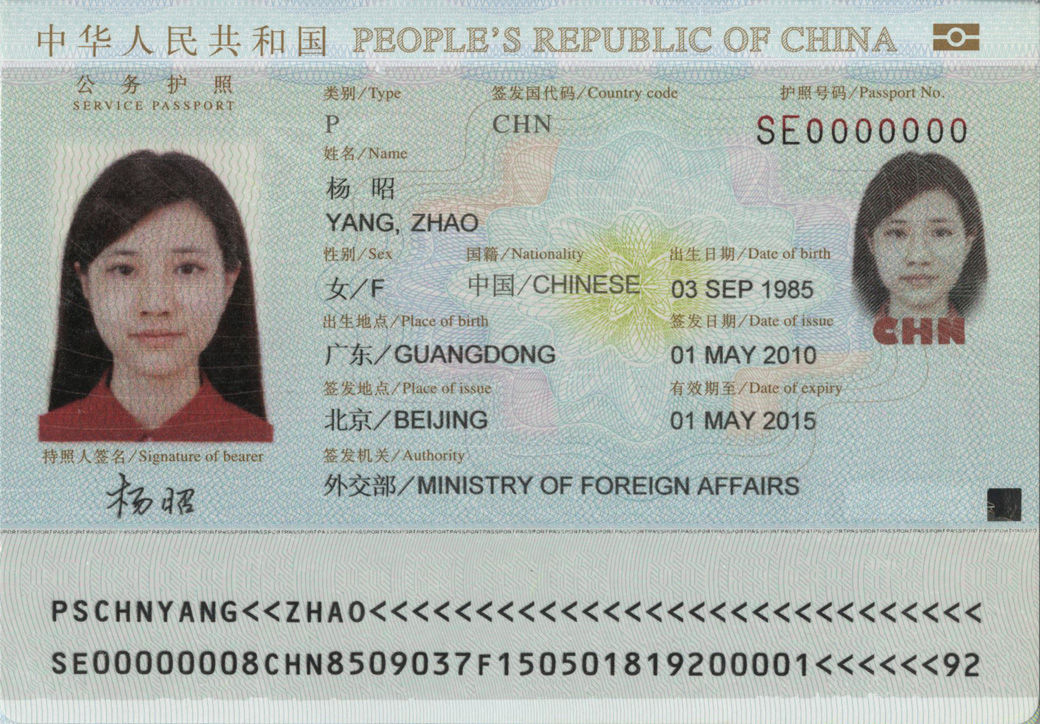
Čínský cestovní e-pas

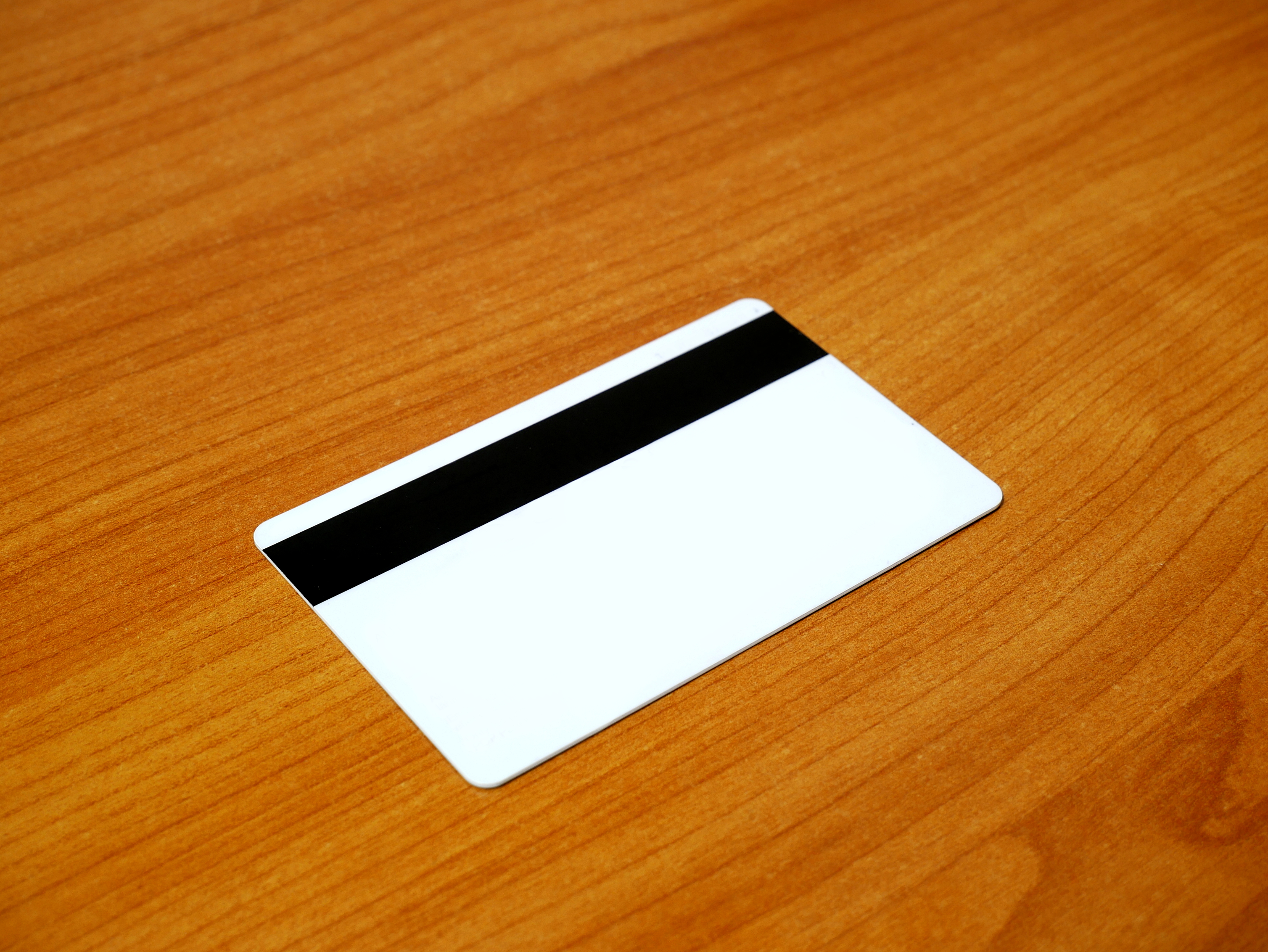
Nevyplněná zadní strana platební karty s magnetickým proužkem

Evropský zdravotní průkaz

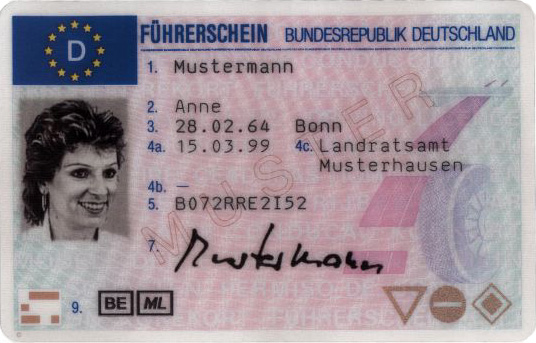
Evropský řidičský průkaz

Průkaz totožnosti je doklad, který obsahuje oficiálně potvrzené základní údaje o svém držiteli, obvykle zejména jeho celé jméno, fotografii a datum narození, ale může obsahovat i další údaje, třeba rodné číslo, povolání, adresu bydliště, vyznání nebo národnost. V moderní době může mít podobu čipové karty a kromě fotografie obsahovat i biometrické údaje.
Prvotním smyslem průkazu totožnosti je zamezit podvodům se záměnou totožnosti, jeho předložení bývá tedy v státech, kde je povinný, rutinně vyžadováno při komunikaci s úřady i všude tam, kde se druhá strana chce přesvědčit o totožnosti druhého. Mezinárodně plní funkci průkazu totožnosti cestovní pas, ale v řadě států mají občané povinnost vlastnit (nebo dokonce nosit u sebe) nějaký zvláštní průkaz, například v České republice je základním průkazem totožnosti občanský průkaz, jako průkaz totožnosti však lze používat i další veřejné listiny obsahující osobní identifikaci, zejména cestovní pas nebo řidičský průkaz.
Vhodná míra informací obsažených v průkaze totožnosti je předmětem debat, neboť zahrnutí třeba národnosti nebo náboženství může usnadnit diskriminaci nějaké skupiny. Stejně tak je některými odpůrci příliš silné kontroly státu nad osobními svobodami kritizován samotný koncept povinného průkazu totožnosti, který usnadňuje práci policie na úkor soukromí/svobod občanů.
Identifikační karta (ID karta) identifikuje svého držitele i vydavatele a může obsahovat data požadovaná jako vstup pro předpokládané používání karty a pro související transakce .